# Age of Empires III
Age of Empires III é um jogo de estratégia em tempo real desenvolvido pela Ensemble Studios e foi lançado pela Microsoft Game Studios. O Age of Empires III e o sucessor do Age of Empires II utiliza a história para fazer um jogo de estratégia em tempo real, onde uma nação tem que lutar contra a outra. O período de tempo vai desde a Era dos Descobrimentos até a Era Imperial, entre o século XVI e o século XIX.
Cada nação no Age of Empires III tem seus pontos fortes e seus pontos fracos. Por exemplo: ingleses têm uma economia forte, espanhóis recebem ajuda da Metrópole mais rápido, franceses têm maior ajuda dos nativos.
O grande diferencial deste jogo em relação às versões anteriores é que nessa versão o jogador ganha pontos de experiência ao coletar recursos, criar unidades ou construções e ao destruir unidades e construções inimigas para melhorar a sua capital. Com esses pontos de experiência, o jogador pode escolher "cartas" que servem para adquirir mais tropas, recursos ou melhorias e também recebe pontos para alterar a aparência da capital. Esses dois fatores tornam o jogo mais interessante pois um bom baralho pode fornecer uma excelente base para os fatores econômicos ou militares de sua colônia. As cartas são muito variadas: dependendo de seu estilo de baralho você pode formar um exército inteiro apenas usando suas cartas, ou fortalecer sua economia.
Além disto o jogo apresenta uma nova campanha, com 24 missões divididas em três atos. Também há um novo sistema de produção de unidades sendo possível, em alguns casos, criar até cinco unidades ao mesmo tempo. O jogo conta com o motor de física Havok 2, que produz um gráfico mais realista, emprega mais individualismo nas unidades e ambientes destrutíveis. Diferente dos outros jogos da consagrada série, nesta versão aparecem destroços de construções ao utilizar canhões, você poderá ver balas de canhão voando e soldados sendo arremessados ao ar enquanto são acertados por enormes bolas de aço, soltando suas armas. Toda essa atmosfera torna este o jogo mais realista da série, dando mais emoção a ele, já que você pode assistir ao seu exército levantando as armas e gritando em comemoração ao final de cada batalha vencida.

## Enredo
Age of Empires III é fixado principalmente no Novo Mundo durante a época colonial, entre aproximadamente 1492 e 1850. Começando na Discovery Age (idade da descoberta), em que o jogador tem que se preocupar em ter uma boa economia, explorar bem o mapa (principalmente se for fazer um rush) e coletar tesouros.
Na Colonial Age (idade da colônia), o jogador já pode construir estábulo e quartel, mas ainda não podem fabricar canhões (esse esquema é usado na maioria das civilizações). A idade é decisiva é você poderá realizar o rush ou se concentrar na economia.
Na idade da fortaleza, já é possível construir uma fortaleza (com o auxílio da metrópole), treinar canhões, construir um arsenal, uma plantação de moedas e outras coisas. Uma partida pode acabar na terceira idade, principalmente se alguém jogar com espanhóis, alemães ou russos.
Na idade seguinte, você poderá treinar o melhor canhão, que, embora só ataque edificações e navios, causa muito dano e é mais barato. Muitos jogos acabam nessa idade. Na última, você poderá fazer um capitólio, que tem melhorias boas, inclusive uma que lhe permite ver tudo que seu inimigo tem.

### Campanha
A história usada no modo campanha consiste de cenários relacionados com objetivos fixados, tais como a destruição de um dado edifício. No Age of Empires III, a campanha conta a História da fictícia Família Black em uma série de três "Atos", que dividem a história em 3 gerações. Há fases em que o jogador tem que apenas se defender, outras que tem que destruir determinado edifício inimigo, que tem que tomar navios de ouro etc.
A campanha envolve elementos parecidos com o Age of Mythology: Surpresa, traição, alianças repentinas etc. A campanha também não é um fato histórico (diferente da expansão The Asian Dynasties) e sim uma aventura pelo período em que se passa o jogo: a colonização da América.

#### Primeiro Ato: Sangue
São três atos diferentes, todos da família  Black. No primeiro ato, ambientado durante o século XVI, Morgan Black (um escocês) se une aos Cavaleiros de São João para defender a cidade de Malta dos Otomanos, liderados por Sahin "O Falcão", o principal general do sultão Solimão, o Magnífico. Depois de saírem vencedores, atacam os inimigos e explodem as minas onde eles guardavam suas armas. Eles descobrem que eles estão indo atrás da Fonte da Juventude, que fica na América.
No meio do caminho, eles são atacados por piratas de Lizzie. Após os vencer (a pirata não morre), chegam no novo mundo começam a atacar seus inimigos e fazer alianças com os nativos, inclusive salvando os templos astecas dos espanhóis, que estavam em busca de ouro.
Porém, Morgan precisava da ajuda de alguém para chegar a fonte da juventude. Ele encontra a pirata Lizzie, mostra ser forte e faz um acordo: ela lhe leva até a fonte e ele lhe dá o ouro que abriga as terras da fonte. Os espanhóis, são totalmente derrotados, após Morgan e seus exércitos tomarem seus navios de ouro.
Após chegar na fonte, o herói descobre que fora traído pelo cavaleiro inglês e este queria a fonte para ser imortal. Os otomanos, na verdade, estavam tentando impedir que isso ocorresse. Morgan toma um enorme e potente canhão e consegue destruir a Fonte da Juventude. Lizzie recusa o ouro e parte de volta para sua casa com um otamano e um inca. Morgan vive lá o resto de sua vida.

## Jogabilidade
No estilo dos jogos anteriores da série, o jogo obriga o jogador a desenvolver uma nação europeia colonial, progredindo através de "idades", fases de desenvolvimento tecnológico e destruir a colônia do inimigo. Existem dois principais ramos de jogabilidade: a economia, caracterizado pela coleta de recursos (madeira, alimentos e ouro. Não há pedra, como nos outros títulos da série), e a produção de unidades civis que coleta os recursos; os militares responsáveis por proteger a colônia e atacar a colônia inimiga, e os conflitos entre as equipes.
Uma partida é constituída por um conflito entre duas ou mais equipes que correr para desenvolver uma poderosa nação por criar e melhorar unidades e edifícios, com uma derrota do outra equipe por intermédio de combate ou demissão; o jogo termina quando existe apenas um jogador ou quando um jogador se rende.
Existem três modos de jogo: história baseado em campanhas, escaramuçador (conflitos entre equipes) e multijogador online ou em LAN.

### Fundando a colônia
Ao início da partida o jogador começará com alguns colonizadores, (geralmente 5,6 ou 7) um explorador e, em algumas civilizações, outras unidades. (Ver Explorador)
A metrópole enviará provisões para ajudar o jogador a começar, que podem ser caixotes com recursos que os colonizadores imediatamente começarão a coletar, um número de indivíduos, sejam guerreiros ou simplesmente colonizadores, avanços de tecnologia e até possibilidades de construções, como, por exemplo, fortes, centros da cidades, fábricas etc. Você possui um "baralho", cujas cartas você habilita com o passar do jogo e ajudam no desenvolvimento da colônia.
Pelo caminho, o jogador poderá encontrar tesouros, que podem ser coletados após serem eliminados todos os guardiões (quando existentes). A recompensa varia bastante, podendo, entre outras coisas, aumentar o total de vida do seu explorador, ganhar recursos (alimento, madeira ou moeda), receber uma porção de experiência, ganhar rebanho ou guerreiros.

### Feitorias
As feitorias são construções que podem ser erguidas pelos colonizadores ou pelo explorador que dão acesso a privilégios econômicos ou sociais. Um meio eficiente de conseguir experiência é construindo feitorias ao longo de uma  rota comercial, o que lhe proporciona uma porção de experiência ou recurso para cada mercador que passar por sua feitoria. Também é possível melhorar a rota comercial para uma rota de diligências, ou até mesmo uma linha de trem, pois no início a feitoria é a trabalho dos índios à carroça. Nestes casos, terá um campo visual móvel frequente, e poderá solicitar que a diligência, ou o trem, tragam recursos à colónia.
Ainda estão disponíveis as aldeias de índios nativos, como os povos tupis e incas. O jogador é capaz de construir uma feitoria nestas aldeias e, assim, aliar-se a ela, adquirindo o conhecimento indígena na domesticação de animais nativos ou treinamento de soldados indígenas, que são uma boa opção, já que não ocupam espaço populacional.
Existe uma melhoria da metrópole que permite que feitorias ataquem, o que é um bom meio de defesa, para não precisar construir torres de defesa.

### Construções
Nota: foram nomeadas de uma maneira geral; os nomes podem variar de acordo com a civilização.
- Centro Urbano: O centro de sua colônia. Cria colonizadores, fornece-lhes abrigo e recebe as provisões da metrópole.
- Casa/Solar: Aumenta o limite populacional em 10 unidades (Algumas unidades ocupam mais desse espaço do que outras).
- Quartel: Edificação onde treina-se infantaria.
- Coudelaria: Treina cavalaria.
- Fundição de Artilharia: Treina artilharia leve e pesada
- Mercado: Fornece melhorias econômicas e também trocas comerciais de moedas por alimentos ou madeira e vice-versa.
- Igreja: Treina sacerdotes que podem curar as unidades feridas. Fornece melhorias para as edificações.
- Torre de guerra: Excelente edificação de defesa, podendo ser melhorada com o tempo, chegando a disparar balas de canhão.
- Capitólio: Uma construção somente disponível na 5.ª era, que fornece melhorias muito avançadas, como saber onde estão todos os seus inimigos.
- Muralha: Fornece proteção e é uma ótima barragem.
- Moinho: Uma fonte infinita, mas lenta, de alimentos. Pode ser construída logo na primeira idade.
- Plantação: Também, uma fonte lenta e infinita, mas de moedas. Pode ser construída na terceira idade.
- Curral: Engorda os rebanhos mais rapidamente e pode treinar ovelhas.
- Cais: Edificação que constrói navios de guerra, de transporte e barcos para pesca de alimentos ou coleta de moedas (no mar).
- Arsenal: Fornece melhorias militares.
- Forte: Solta bolas de canhão em seus inimigos, é muito mais resistente do que uma torre. Esta edificação só pode ser enviada da metrópole e treina quase todas as unidades militares do jogo( não treina canhões nem nativos ).
- Fábrica: Pode produzir alimentos, madeira, moedas ou artilharia pesada, que podem variar dependendo da civilização. Não podem ser construídas, apenas enviadas da metrópole.
- Bancos: Exclusivo dos holandeses, produz moedas infinitamente.
- Taverna: Edificação que permite treinar foras da lei e alguns mercenários (variando a cada jogo). Obs.: Edificação disponível somente nas expansões do jogo.

### A Metrópole
A Metrópole (cidade natal de uma civilização) é uma característica exclusiva e essencial de Age of Empires 3, tal como os poderes divinos de Age of Mythology. Ela é capaz de dar novas estratégias e mudar o rumo de uma batalha através das provisões (cartas). No início, todas as metrópoles estão no nível 1 e há uma série de cartas restritas que estarão disponíveis em níveis superiores. Para aumentar o nível da metrópole são necessários pontos de experiência, que são adquiridos por descobrir tesouros, derrotar unidades ou edifícios inimigos, criar ou treinar unidades, construção de edifícios, conquistar prêmios do pós-jogo e a conclusão de objetivos da campanha. (este último, logicamente, apenas para a campanha) Cada nação tem uma capital distinta e uma série de cartas também distintas ou iguais as das demais civilizações.
A Metrópole não pode ser atacada ou destruída, mas o inimigo pode interferir na sua metrópole na Era Imperial com o bloqueio, que faz com que você pare de receber cartas.
A escolha de novas cartas é possível apenas após o jogo quando você ganha um nível. As cartas que podem ser escolhidas incluem unidades, edifícios, recursos e melhorias. Você organiza as cartas em baralhos de 20 cartas, ou menos, que serão usadas no jogo (usa-se apenas um baralho por jogo). Você pode ter até aproximadamente 120 cartas. As estratégias podem ser divididas da seguinte forma:
- "Booming", você escolhe cartas de aldeões e recursos para fazer sua economia crescer.
- "Rushing", você escolhe muitas cartas de soldados.
- "Turtling", você escolhe cartas defensivas.
- "Híbrida", você faz uma mistura de todos tipos.

### Civilizações
| Bandeira | Civilização | Capital         | Bônus único da civilização | Unidades únicas                                  | Unidades de guardas reais                        | Líder                     |
|          | Espanhóis   | Sevilha         | Carregamentos da capital mais rápidas, começa o jogo com um Cão de Guerra. Excelentes para ataques no início do jogo (rushing). | Rodelero, Lanceiro, Missionário, Cão de Guerra   | Tercio, Espadachim, Garrochista                  | Rainha Isabel             |
|          | Britânicos  | Londres         | Constrói "Solares" (casas) especiais que criam colonizadores adicionais quando construída. Possuem uma forte economia. | Arqueiro de arco longo, Foguete                  | Casacas vermelhas, Guarda de Honra               | Rainha Elizabeth I        |
|          | Franceses   | Paris           | Coureur des bois ao invés de colonizadores, que recolhem recursos mais rapidamente. Melhores para fazer alianças com Americanos Nativos, começa o jogo com um batedor índio. Possuem a melhor cavalaria do jogo.                   | Coureur des bois, Cuirassier                     | Gendarme Cuirassier, Voltigeur                   | Napoleão                  |
|          | Portugueses | Lisboa          | Recebe uma "carroça coberta" (que permite a construção de um Centro da Cidade grátis) sempre que uma nova era é alcançada, exceto na Era Imperial. Exploradores possuem a habilidade de Telescópio (mostra partes escuras do mapa) | Caçador, Órgão de canhões                        | Guerreiro Mosqueteiro, Adail                     | Dom Henrique, o Navegador |
|          | Holandeses  | Amsterdão       | Constrói um edifício chamado Banco, que gera ouro. Recebem cartas da metrópole principalmente para a economia e defesa (duas torres, etc.). Seus cidadãos utilizam ouro para serem treinados, ao invés de comida.                  | Fluyt, Emissário (para exploração), Ruyter       | Alabardeiro de Nassau, Ruyter Carabineiro        | Maurício de Nassau        |
|          | Russos      | São Petersburgo | Treina infantaria e colonizadores baratos e em grupos, constroem Blocauses (combinação de Quartel e Posto Avançado). | Strelet, Oprichnik, Cossaco                      | Granadeiro Pavlov, Arqueiro de cavalaria Tartaro | Ivan o Terrível           |
|          | Alemães     | Berlim          | Recebe Ulanos com a maioria das provisões da metrópole da Era Colonial para frente | Doppelsöldner, Ulano, Carroça de colonizador     | Ulano Czapka, Carabina Prussiana                 | Frederico, o Grande       |
|          | Otomanos    | Istambul        | Centro urbano cria colonizadores de graça, mais unidades exclusivas que qualquer outra civilização | Janízaro, Grã Bombarda, Canhão abus, Spahi, Galé | Granadeiro Baratcu, Cavaleiros Janízaros         | Solimão, o Magnífico      |

## Ensemble Studios Online (ESO)
Assim como no Age of Mythology e Age of Mythology: The Titans, Age of Empires 3 também tem o ESO, servidor voltado para jogos em rede. Nele existe um sistema de classificação baseado em vitórias e derrotas. Você só pode criar um login por CD-Key (chave de CD), que vem junto ao CD do jogo.

## Erros históricos
Age of Empires III não escapa dos corriqueiros erros dos jogos que se passam em eras passadas:
- Bandeira Portuguesa: A bandeira utilizada pelos portugueses em Age of Empires III, historicamente só começou a ser utilizada com a subida ao trono de João V.
- Bandeira Francesa: A bandeira utilizada pelos franceses é o pavilhão bourbônico, utilizados pelos membros da real Casa de Bourbon. No entanto, o seu comandante é Napoleão Bonaparte, que fundou a Casa de Bonaparte ao realizar o golpe do 18 de Brumário e ao tornar-se imperador. Além de que após o Exílio de Elba, Napoleão volta a França e depõe o recém-restaurado rei Bourbon, Luis XVIII.
- Bandeira Inglesa: A bandeira utilizada pelo exército inglês é a union jack, que actualmente simboliza a união dos reinos da Inglaterra, Escócia e Irlanda do Norte, e no jogo está na sua primeira forma, apenas simbolizando a união entre Escócia e Inglaterra, que aconteceu na maneira de União pessoal quando Jaime I assumiu, já como Rei da Escócia desde 1567, o trono em inglês em 1603 justamente após a morte da rainha Isabel I, que é a comandante da Inglaterra em Age of Empires III, que era apenas rainha da Inglaterra e da Irlanda.
- Bandeira Holandesa: A flâmula dos Holandeses em Age of Empires III era uma bandeira de relativa pouca importância histórica, sendo utilizada nos Novos Países Baixos, a breve colónia da República Holandesa na América do Norte, sendo que para efeito de jogo poderia ser utilizada a bandeira da República.
- Civilização Alemã: Frederico, o Grande fora rei do Reino da Prússia, um estado que existira de 1701 de maneira independente, quando se emancipou da Polónia, até 1871 quando passara neste momento a liderar o Império Alemão. Ou seja, em Age of Empires III não se deveriam controlar os alemães e sim prussianos.
- Rainha Isabel: Isabel, a Católica, comandante da Espanha em Age of Empires III, fora, na verdade, Rainha de Castela, um dos reinos formadores do Reino da Espanha. Oficialmente o título de Rainha da Espanha pode ser atribuído tanto a sua filha Joana, a Louca, fruto do casamento entre Isabel de Castela e Fernando II de Aragão, que reunia em união pessoal Castela e Aragão, que dominavam os outros reinos ibéricos (à excepção de Portugal), como também pode ser atribuído à Isabel de Portugal, esposa de Carlos I de Espanha, o primeiro monarca a unificar as coroas de Espanha.
- Warwick & Beaumont: Warwick, no jogo, é usado como nome de um comandante anglo-americano. Warwick, na verdade é um alto título inglês: Conde de Warwick. Beaumont, no jogo, é citado como um fugitivo francês, sendo, na verdade, um conde de Warwick. Beaumont, na verdade, era uma nobre família de herdeiros do título, como se pode então pressupor.
- Pronúncia: Nalgumas produções, houve pronúncias historicamente erradas. Uma delas pode ser vista como a do nome de Warwick. Sua pronuncia correta é "Uorick", e não "Uor-uique" como é frequentemente pronunciado. Assim acontece com Beaumont que o certo seria "Bô-mon" e não "Beo-mont".
- Ivan, o Terrível & São Petersburgo:  A Rússia Imperial ainda não existia na época de Ivan, o Terrível, que na realidade era o Czar da Moscóvia, que posteriormente daria origem ao Império Russo. A capital do país, São Petersburgo, seria fundada em 1703, quase dois séculos após a morte de Ivan, que reinava a partir da cidade de Moscovo.
- Infante Dom Henrique: Dom Henrique - O Navegador nunca governou Portugal, mas sim seu pai, João, o Mestre de Avis e futuramente seu irmão, o Príncipe Duarte I.

## Mods
Age of Empires 3 também conta com uma série de mods (independentes da Microsoft Game Studios ) que têm como objectivo aumentar o jogo com novas unidades, nações, mapas (modo Skirmish), e recursos. As mods mais conhecidos são Age of Empires III The Napoleonic Era (NE) e o Age of Empires III War of the Triple Alliance (WotTA).

### War of the Triple Alliance (WotTA)
Essa mod apresenta novas civilizações, a maioria americanas, como Brasil, Argentina, Paraguai, Colômbia, México, Estados Unidos e Canadá. A mod também trouxe uma nação asiática, os coreanos. Todas essas nações também tem unidades exclusivas. Já compreende sua terceira versão (Gamma), sendo que na versão seguinte a mod chamar-se-á Wars of the Liberty e contará com 38 civilizações de todo o mundo, inclusive africanas (Egípcios, Etíopes e Zulus).

### The Napoleonic Era (NE)
Essa mod apresenta novas civilizações, a maioria europeias como Suíça, Suécia, Itália, Áustria, Prússia, Polónia e, também mesmo não sendo Europeia Estados Unidos é jogável. Todas as 8 civilizações europeias do jogo original ganharam outras unidades exclusivas, mas sem ser tirado as suas originais. A França foi reparada com novos políticos para o avanço de eras, novas unidades e novas cartas de metrópoles.

## Representações Históricas

### Indígenas e negros no mapa Bahia
A primeira análise a ser feita no jogo refere-se as representações existentes quanto as populações indígenas. Na prática do jogo, no mapa da Bahia, não percebemos nenhuma participação representativa dos povos indígenas no processo, tampouco alguma denominação aos povos nativos representados no jogo. Numa das ações, o colonizador (personagem controlado pelo jogador) encontra um tesouro roubado por um zarabateiro bandido e a opção de matar o zarabateiro e pegar o tesouro é benéfica ao jogador. Não há indicação direta do povo indígena representado pelo zarabateiro, mas passa a impressão de que há um “índio ladrão” na área.
Outro elemento presente no jogo é o da Missão Jesuítica. Ao percorrer o território do jogo, o colonizador poderá encontrar a chamada “edificação indígena americana”, nome dado as construções europeias dos povoados dominados pelos missionários religiosos. Ao relacionar-se com estas missões, o jogador (colonizador) poderá implantar uma feitoria, assim, seu território se expande e ele obtém vantagens, como a possibilidade de recrutar mais soldados europeus, nomeados como conquistadores, além de reforçar outros atributos do jogo, como as escolas cristãs e os jesuítas. As missões jesuíticas presentes no jogo reforçam a ideia de aculturação dos europeus e de pacificação das populações nativas.
A proposta de colonização continua durante o jogo. Ao estabelecer-se na colônia e iniciar sua produção de alimentos, o jogador poderá mudar sua Era, partindo para uma nova fase com implementação de outros centros coloniais. Num primeiro momento, os colonizadores são representados por personagens brancos (inspirados nas ilustrações dos colonizadores ingleses na América), mas com a passagem para uma nova Era, os aldeões (termo utilizado para as populações da sua colônia) terão uma variação. Surgem personagens negros no jogo, porém, suas funções serão relacionadas ao trabalho na agricultura, extração de madeira e mineração. As outras funções coloniais como as de explorador, conquistador, militar, comerciante e missionário, continuarão sendo exercidas por personagens brancos.
A existência de personagens negros e a ausência de qualquer menção a escravidão durante o jogo reforça a ideia de integração pacífica do negro na sociedade. Apesar da mão de obra dos personagens negros ficarem concentradas nas funções exercidas pelos escravizados, os mesmos são denominados como colonizadores e aldeãos, negando a escravidão e a utilização de mão de obra escravizada durante o processo de dominação portuguesa na América.
A partir da Era Industrial há uma possibilidade de mudança civilizatória no jogo, neste caso da portuguesa para a brasileira. Esta mudança ocorre através de um processo chamado de Revolução, inspirado no movimento de independência dos EUA. Ao evocarmos essa possibilidade no jogo, todos os aldeãos (assim chamados) serão transformados em Voluntários da Pátria - este processo de Independência representado no jogo poderá ser feito noutra abordagem específica. O caso aqui é que a partir da Independência do Brasil, os brasileiros passam a ser representados como os colonos dos EUA no seu processo de Independência. Há também uma integração entre personagens negros e brancos, sugerindo uma ideia de inclusão igualitária do negro na sociedade brasileira pós independência. A partir desta etapa não há possibilidade de mudanças de Eras. O objetivo do jogo é obter uma pontuação superior as outras civilizações ou conseguir dominá-las pela força.